# Franz Antoine
Franz Antoine, född den 23 februari 1815 i Wien, död den 11 mars 1886 i Wien, var en österrikisk botaniker, trädgårdsmästare och fotograf. 
Från 1865 var han direktör för de kungliga trädgårdarna i Österrike-Ungern. Antoine var en auktoritet inom ananasväxter. Han var även fotograf, vars bilder på stilleben, växter och miljöer visades på utställningar i Wien 1864 och 1873 samt i Paris 1867.
Auktorsnamnet Antoine kan användas för Franz Antoine i samband med ett vetenskapligt namn inom botaniken; se Wikipediaartiklar som länkar till auktorsnamnet.